# Алис Рузвелт Лонгворт
Алис Ли Рузвелт Лонгворт (Њујорк, 12. фебруар 1884 — Вашингтон, 20. фебруар 1980) била је америчка књижевница и социјалиста. Била је најстарије дете америчког председника Теодора Рузвелта и његово једино дете са његовом првом супругом Алис Хатавеј Ли Рузвелт. Алис Лонгворт је водила неконвенционалан и контроверзан живот. Њен брак са послаником Николасом Лонгвортом III, лидером Републиканске странке и 38. председником Представничког дома САД, био је климав, а њено једино дете, Паулина, била је из њене афере са сенатором Вилијамом Бором.

## Детињство
Алис Ли Рузвелт је рођена у породичној кући Рузвелтових на Менхетну у Њујорку 12. фебруара 1884. Њена мајка, Алис Хатавеј Ли Рузвелт, била је наследница бостонског банкарства. Њен отац Теодор је тада био посланик државе Њујорк. 
Два дана након њеног рођења, мајка јој је умрла од недијагностикованог застоја бубрега. Једанаест сати раније тог дана, Теодорова мајка, Марта „Мити“ Булок Рузвелт, умрла је од тифусне грознице.
Теодор је био толико узнемирен смрћу своје жене да није могао да издржи да размишља о њој. Готово никада више није говорио о њој, није дозволио да се она помиње у његовом присуству, чак је изоставио њено име из своје аутобиографије. Стога су његову ћерку Алис звали "Беба Ли" уместо по имену. Наставила је ову праксу касно у животу, често више волећи да је зову "госпођа Л" уместо "Алис".
Тражећи утеху, Теодор се повукао из свог живота у Њујорку и кренуо на запад, где је провео две године путујући и живећи на свом ранчу у Северној Дакоти. Оставио је своју малу ћерку на бригу својој сестри Ани, познатој као Бејми. Писма Ани откривају Теодорову бригу за ћерку.
Бејми је имала значајан утицај на младу Алис, која ће касније о њој говорити са дивљењем: „Да је тетка Бејми била мушкарац, била би председница. Бејми ју је узела под своју бригу, преселивши Алис у њену кућу на Менхетну пуну књига, све док се Теодор поново није оженио.
Након што се Теодор оженио са Едит Кермит Кероу 2. децембра 1886, Алис су одгајали њен отац и маћеха. Кроз овај брак, Алис је имала пет полубраће и сестара: Теодора III (Тед), Кермита, Етел, Арчија и Квентина. Теодор је остао у браку са Едит до своје смрти 1919. Током већег дела Алисиног детињства, Бејми је била удаљена личност која се на крају удала и преселила у Лондон на неко време. Како је Алис касније постала самосталнија и дошла у сукоб са оцем и маћехом, тетка "Бејми" јој је обезбедила потребну стабилност. Касно у животу, рекла је за своју тетку |publisher="У свакој породици увек постоји неко ко је држи на окупу. У нашој је то била тетка."

## Веза са маћехом
Било је тензија у односима између младе Алис и њене маћехе Едит, која је познавала претходну жену свог мужа и јасно је ставила до знања да своју претходницу сматра лепом, али безобразном, детињастом будалом. Едит јој је једном љутито рекла да би, да је Алис Хатавеј Ли живела, Теодору насмрт досадила.
Континуирана тензија са маћехом и продужена одвојеност и ограничена пажња оца створили су младу жену која је била независна, отворена и самоуверена. Када је њен отац био гувернер Њујорка, он и његова жена су предложили да Алис похађа конзервативну школу за девојчице у Њујорку. Као одговор, Алис је написала: "Ако ме пошаљеш, понизићу те. Урадићу нешто што ће те посрамити. Кажем ти да хоћу."
У каснијим годинама, Алис је изразила дивљење због смисла за хумор своје маћехе и изјавила да су делиле сличне књижевне укусе. У својој аутобиографији Crowded Hours, Алис је написала о Едит: „То што сам ја била дете другог брака била је једноставна чињеница и створила је ситуацију са којом се морало носити, а мајка се носила са њом са поштењем, шармом и интелигенцијом коју је она имала у већем степену од скоро свих других које познајем."

## Очево председништво
После убиства председника Вилијама Макинлија у Буфалу 1901. године, њен отац је преузео дужност, што је она дочекала са „чистим заносом“. Алис је постала славна личност и модна икона са 17 година, а на свом друштвеном дебију 1902. носила је хаљину која је постала позната као „Алис плава“, што је изазвало тренд боја у женској одећи, и популарну песму „Алис Плава хаљина."

### Јавно понашање
Алис је била у центру пажње у друштвеном контексту очевог председничког мандата, и она је цветала у пажњи, чак и када је била љута на нека од ограничења која јој је таква пажња стављала. У овоме, Алис је личила на свог оца. Касније је за Теодора рекла: „Он жели да буде млада на сваком венчању, леш на свакој сахрани и беба на сваком крштењу." Њена отвореност и лудорије освојили су срца америчког народа, који су јој дали надимак „Принцеза Алис“.
Алис је била позната по томе што је прекршила многе друштвене норме своје ере. Journal des débats у Паризу је забележио да је за 15 месеци Алис Рузвелт присуствовала 407 вечера, 350 балова и 300 забава. У једном листу се наводи да се она свукла до доњег веша на пијаној оргији одржаној у вили у Њупорту, Роуд Ајленд, и плесала на столу; прича која се показала лажном. Пушила је цигарете у јавности, возила се у аутомобилима са мушкарцима, остајала је напољу до касно на журкама, држала кућног љубимца змију и виђена је како се клади код кладионичара.

### Турнеја по Азији
Године 1905. Алис је заједно са војним секретаром свог оца Вилијамом Хауардом Тафтом предводила америчку делегацију у Јапану, Хавајима, Кини, Филипинима и Кореји. Била је то досад највећа дипломатска мисија таквог типа, састављена од 23 конгресмена (укључујући њеног будућег супруга Николаса Лонгворта), седам сенатора, дипломата, званичника и бизнисмена.
Током крстарења Јапаном, Алис је скочила у бродски базен потпуно обучена и наговорила конгресмена Вилијама Бурка Кокрана да јој се придружи у води након што је прокоментарисао да изгледа да се тако забавља пливајући, да је био у искушењу да скочи у воду. „Хајде“, одговорила је и он је ушао. Дајући романтичну причу, новине су објавиле да је то био Лонгворт, са којим је Алис била верена.

## Брачни живот
У децембру 1905. године, након повратка у Вашингтон са својих дипломатских путовања, Алис се верила за Николаса Лонгворта III, републиканског члана Представничког дома америчког Конгреса из Синсинатија, Охајо, који ће на крају постати председник Дома. Алис је за два месеца напунила 22 године. Њих двоје су се кретали у истим друштвеним круговима неколико година, али се њихов однос учврстио током Империјалног крстарења. Потомак друштвено истакнуте породице из Охаја, Лонгворт је био 14 година старији од ње и имао је репутацију плејбоја из Вашингтона.
Њихово венчање одржано је у фебруару 1906. и било је друштвени догађај сезоне. Присуствовало је више од хиљаду званица, а напољу се окупило много хиљада у нади да ће видети младу. Носила је плаву венчаницу и мачем је драматично пресекла свадбену торту (позајмљена од војног помоћника који је присуствовао пријему). Одмах након венчања, пар је отишао на медени месец који је укључивао путовање на Кубу и посету Лонгвортовима у Синсинатију. Уследила су путовања у Енглеску и на континент која су укључивала вечере са краљем Уједињеног Краљевства Едвардом VII, немачким кајзером Вилхелмом II, Жоржом Клемансоом, Вајтлом Ридом, лордом Керзоном и Вилијамом Џенингсом Брајаном. Купили су кућу у  Вашингтону.
Алис је јавно подржала председничку кандидатуру свог оца на председничким изборима 1912. године, док је њен муж остао веран свом ментору, председнику Вилијаму Хауарду Тафту, и кандидовао се за реизбор на републиканској листи.
Током тог изборног циклуса, Алис се појавила на бини са потпредседничким кандидатом свог оца, Хирамом Џонсоном, у округу Лонгвортових. Лонгворт је изгубио за око 105 гласова и нашалила се да вреди најмање 100 гласова (што значи да је она била разлог зашто је изгубио). Међутим, Николас Лонгворт је поново изабран 1914. и остао је у Дому до краја живота. Алисина кампања против свог мужа изазвала је трајну хладноћу у њиховом браку.
Током њиховог брака, Алис је имала бројне афере. У Вашингтону је било опште познато да је имала дугу, сталну аферу са сенатором Вилијамом Бором. Када су Алисини дневници били отворени за историјско истраживање, они су указали да је Бора отац њене ћерке, Паулине Лонгворт (1925–1957).

## Исељење из Беле куће
Када је дошло време да се породица Рузвелт исели из Беле куће, Алис је закопала вуду лутку нове прве даме, Хелен Нели Тафт, у дворишту. Касније, Бела кућа Тафт јој је забранила да уђе у њену бившу резиденцију - прва, али не и последња администрација која је то учинила. Током администрације Вудроа Вилсона (која ју је 1916. забранила због безобразне шале на Вилсонов рачун), Алис је радила против уласка Сједињених Држава у Лигу народа.
Током Велике депресије, Алис се појављивала у рекламама за дуван како би зарадила новац. Објавила је и аутобиографију, Crowded Hours. Књига се добро продавала и добила је похвалне критике. Time је хвалило његову „бездушну виталност“.
Паулина Лонгворт се удала за Александра Мекормика Штурма, са којим је добила ћерку Џоану (рођена 9. јула 1946). Александар је умро 1951. И сама Паулина је умрла 1957. од предозирања таблетама за спавање.

Нешто пре Паулинине смрти, она и Алис су разговарале о бризи о Џоани у случају таквог догађаја. Алис се изборила и добила старатељство над унуком коју је подигла. За разлику од Алисиног односа са ћерком, она је обожавала своју унуку, а њих две су биле веома блиске. 
- Алис Рузвелт Лонгворт и њен супруг, председник Представничког дома и представник Охаја Николас Лонгворт на степеницама америчког Капитола 1926.
- Алис Рузвелт Лонгворт на свој 43. рођендан 1927. са ћерком Паулином, 2 године.

## Политичке везе
Од раног детињства, Алиса је била заинтересована за политику. Када су старост и болест онеспособиле њену тетку Бејми, Алис је ступила на њено место као незванични политички саветник свог оца. 
Алис је заузела тврд став према демократама и у младости је симпатизовала конзервативно крило Републиканске партије. Подржавала је свог полубрата Теодора Рузвелта млађег када се кандидовао за гувернера Њујорка 1924. године. Када се Френклин Д. Рузвелт кандидовао за председника 1932. године, Алис се јавно успротивила његовој кандидатури. Пишући у часопису Ladies' Home Journal у октобру 1932, рекла је о Ф.Д.Р.-у: „Политички, његов и наш огранак породице су увек били у различитим логорима, а исто презиме је отприлике све што нам је заједничко... ја сам републиканац..... Гласаћу за Хувера ..... Да нисам републиканац, овај пут бих ипак гласала за господина Хувера."
Иако Алис није подржала Џона Ф. Кенедија на изборима 1960. године, постала је веома заљубљена у породицу Кенеди и „научила је колико демократе могу бити забавне и привлачне“. Развила је нежно, иако понекад напето, пријатељство са Робертом Ф. Кенедијем, можда због његове релативно танке коже. Када се Алис приватно исмејала како се пење на новоименовану планину Кенеди у Канади, није му било забавно. Признала је да је гласала за председника Линдона Џонсона уместо сенатора Барија Голдвотера 1964. јер је веровала да је Голдвотер превише зао.
Алис је развила искрено пријатељство са Ричардом Никсоном када је он био потпредседник. Године 1957. служио је као носилац на Паулининој сахрани. Када се вратио у Калифорнију након другог мандата Двајта Ајзенхауера и његовог губитка на председничким изборима 1960. године, она је остала у контакту и није сматрала да је његова политичка каријера завршена. Алис је охрабрила Никсона да се врати у политику и наставила да га позива на своје чувене вечере. Никсон је узвратио овим услугама тако што ју је позвао на своју прву свечану вечеру у Белој кући и на венчање његове ћерке Трише Никсон 1971. године.

## Каснији живот
Након што је Роберт Ф. Кенеди убијен 1968. године, Алис је поново подржала свог пријатеља Ричарда Никсона на изборима 1968. и 1972. године, баш као што је то учинила у његовој кампањи против Џона Ф. Кенедија 1960. године. Снимљена је у телефонском разговору са Никсоном на снимцима Беле куће Никсон на којима је оштро критиковала демократског кандидата из 1972. Џорџа Мекгаверна. Никсон ју је назвао „најинтересантнијом особом тог доба“ и рекао: „Нико, ма колико славан, никада није могао да је надмаши“.

## Смрт
После много година лошег здравља, Алис је умрла у својој кући 20. фебруара 1980. године, осам дана након свог 96. рођендана, од емфизема и упале плућа, са последицама бројних других хроничних болести. Сахрањена је на гробљу Рок Крик у Вашингтону.